# Alain Koffi
Alain Koffi (ur. 23 listopada 1983 w Abidżanie) – pochodzący z Wybrzeża Kości Słoniowej, francuski koszykarz, występujący na pozycjach silnego skrzydłowego lub środkowego, reprezentant Francji, obecnie zawodnik Le Mans Sarthe Basket. 
W 2006 reprezentował Denver Nuggets, podczas rozgrywek letniej ligi NBA w Las Vegas.
Został wybrany MVP sezonu 2008/09 ligi francuskiej.
Z zespołem Le Mans Sarthe Basket zdobył mistrzostwo Francji w sezonie 2005/06 oraz 2 razy Puchar Francji w 2004 i 2009. Rosyjskie Dinamo Moskwa oferowało za niego 2 mln Euro po tym jak działacze tego klubu byli zachwyceni grą Koffi'ego w Pucharze ULEB 2005/06. Jednakże koszykarz oraz zespół z Le Mans odrzucili ofertę. Razem z reprezentacją Francji wystąpił w EuroBaskecie 2009. Latem 2009 podpisał kontrakt z hiszpańskim klubem Joventut Badalona.
26 sierpnia 2020 został zawodnikiem francuskiego Le Mans Sarthe Basket.

## Osiągnięcia
Stan na 26 sierpnia 2020, na podstawie, o ile nie zaznaczono inaczej.
Drużynowe
- Mistrz Francji (2006)
- Wicemistrz Francji (2012)
- Zdobywca:
  - Pucharu Francji (2004, 2009)
  - Superpucharu Francji (Pucharu Liderów Francji – 2006, 2009, 2014)
- Finalista Pucharu Liderów Francji (2007)
- Uczestnik rozgrywek:
  - FIBA Europe Cup (2016/2017)
  - EuroChallenge (2011/2012)

Indywidualne
(* – nagrody przyznane przez portal eurobasket.com)
- Krajowy MVP ligi francuskiej (2009)
- Obrońca roku ligi francuskiej (2006)*
- Zaliczony do*:
  - I składu:
    - defensywnego ligi francuskiej (2006, 2008)
    - zawodników krajowych ligi francuskiej (2015)

  - III składu ligi francuskiej (2015)
  - honorable mention ligi francuskiej (2017)
- Uczestnik meczu gwiazd:
  - francuskiej ligi LNB Pro A (2005, 2008, 2009, 2015, 2017–2019)
  - juniorów ligi francuskiej (2003)

Reprezentacja
- Uczestnik:
  - mistrzostw:
    - świata (2010 – 13. miejsce)
    - Europy (2009 – 5. miejsce)

  - europejskich kwalifikacji do mistrzostw świata (2017 – 3. miejsce, 2019)
  - kwalifikacji do Eurobasketu (2009 – 5. miejsce)